# 弗里斯科市 (阿拉巴马州)
弗里斯科市（英文：Frisco City），是美国阿拉巴马州下属的一座城市。面积约为4.03平方英里（约合10.43平方公里）。根据2010年美国人口普查，该市有人口1,309人，人口密度为325.14/平方英里（约合125.5/平方公里）。